# Epidendrum williamsii
Epidendrum williamsii är en orkidéart som beskrevs av Dodson. Epidendrum williamsii ingår i släktet Epidendrum och familjen orkidéer.
Artens utbredningsområde är Ecuador. Inga underarter finns listade i Catalogue of Life.